# Willi Lindner
Willi Lindner (27 giugno 1910 – Francoforte sul Meno, 5 marzo 1944 o 1945) è stato un calciatore tedesco, di ruolo centrocampista.